# Hanna (Indiana)
Hanna es un lugar designado por el censo ubicado en el condado de LaPorte en el estado estadounidense de Indiana. En el Censo de 2010 tenía una población de 463 habitantes y una densidad poblacional de 182,79 personas por km².

## Geografía
Hanna se encuentra ubicado en las coordenadas 41°24′43″N 86°46′46″O / 41.41194, -86.77944. Según la Oficina del Censo de los Estados Unidos, Hanna tiene una superficie total de 2.53 km², de la cual 2.53 km² corresponden a tierra firme y (0%) 0 km² es agua.

## Demografía
Según el censo de 2010, había 463 personas residiendo en Hanna. La densidad de población era de 182,79 hab./km². De los 463 habitantes, Hanna estaba compuesto por el 98.06% blancos, el 0% eran afroamericanos, el 0.22% eran amerindios, el 0% eran asiáticos, el 0% eran isleños del Pacífico, el 0% eran de otras razas y el 1.73% pertenecían a dos o más razas. Del total de la población el 0.86% eran hispanos o latinos de cualquier raza.